# قائمة أنواع الأدونيس
هناك 32 اسماً مقبولاً لأنواع نبات الأدونيس. في ما يلي قائمة ببعض هذه الأسماء:
- أدونيس صيفي (الاسم العلمي:  Adonis aestivalis)
- أدونيس حلبي (الاسم العلمي:  Adonis aleppica)
- أدونيس حولي (الاسم العلمي:  Adonis annua)
- أدونيس مسنن (الاسم العلمي:  Adonis dentata)
- أدونيس فلسطيني (الاسم العلمي:  Adonis palaestina)
- أدونيس ربيعي (الاسم العلمي:  Adonis vernalis)
- أدونيس أزرق (الاسم العلمي:  Adonis caerulea)
- أدونيس الكأس الذهبي (الاسم العلمي:  Adonis chrysocyathus)
- أدونيس أبينيني (الاسم العلمي:  Adonis apennina)
- أدونيس أثيوبي (الاسم العلمي:  Adonis aethiopica)
- أدونيس أملس (الاسم العلمي:  Adonis leiosepala)
- أدونيس أهلب (الاسم العلمي:  Adonis hirsuta)
- أدونيس آموري (الاسم العلمي:  Adonis amurensis)
- أدونيس تركستاني (الاسم العلمي:  Adonis turkestanica)
- أدونيس جزري (الاسم العلمي:  Adonis daucifolia)
- أدونيس جلدي (الاسم العلمي:  Adonis coriacea)
- أدونيس داودي (الاسم العلمي:  Adonis davidii)
- أدونيس رأس الرجاء (الاسم العلمي:  Adonis capensis)
- أدونيس رشيق (الاسم العلمي:  Adonis gracilis)
- أدونيس سيلفيوني (الاسم العلمي:  Adonis laserpitiifolia)
- أدونيس شريتاني (الاسم العلمي:  Adonis ceretana)
- أدونيس صغير الثمر (الاسم العلمي:  Adonis microcarpa)
- أدونيس صوفي (الاسم العلمي:  Adonis eriocalycina)
- أدونيس كروي (الاسم العلمي:  Adonis globosa)
- أدونيس كيليني (الاسم العلمي:  Adonis cyllenea)
- أدونيس لهيبي (الاسم العلمي:  Adonis flammea)
- أدونيس مبهج (الاسم العلمي:  Adonis chaerophylla)
- أدونيس متعدد الزهر (الاسم العلمي:  Adonis multiflora)
- أدونيس متفرع (الاسم العلمي:  Adonis ramosa)
- أدونيس مشوه (الاسم العلمي:  Adonis distorta)
- أدونيس مغولي (الاسم العلمي:  Adonis mongolica)
- أدونيس نيبالي (الاسم العلمي:  Adonis nepalensis)
- أدونيس وبري (الاسم العلمي:  Adonis villosa)